# Edward Szczucki
Edward Józef Szczucki (ur. 18 marca 1936 w miejscowości Meducha) – polski polityk, samorządowiec, były prezydent Leszna.

## Życiorys
Z wykształcenia inżynier budownictwa, absolwent Politechniki Poznańskiej. Pracował przez szereg lat w leszczyńskim PBRol-u, dochodząc do stanowiska dyrektora naczelnego. Objął funkcję prezesa zarządu Spółdzielni Mieszkaniowej „Ogrody” w Lesznie. W latach 1990–1998 przez dwie kadencje zajmował stanowisko prezydenta tego miasta (pierwszego po przywróceniu samorządu terytorialnego).
Od 1990 do 2010 nieprzerwanie zasiadał w radzie miasta. Działał kolejno w Unii Demokratycznej, Unii Wolności i Partii Demokratycznej. Jako członek UW ramienia Bloku Senat 2001 bez powodzenia kandydował do Senatu. W 2006 wraz z większością działaczy leszczyńskiej PD przystąpił do Platformy Obywatelskiej, z której list w tym samym roku po raz piąty został radnym. W 2010 nie uzyskał reelekcji.